# 황동채
황동채(1983년 7월 4일 ~ )는 롯데 자이언츠의 전 야구 선수다. 개명 전 이름은 황성용이었다.

## 출신 학교
- 중앙초등학교
- 개성중학교
- 부산고등학교
- 성균관대학교

## 등번호
- 62 (2006~2007, 2011~2013)
- 39 (2014~2015)

## 같이 보기
- 2011년 롯데 자이언츠 시즌